# Carlos Echevarría
Carlos Echevarría (Carcarañá, 8 dicembre 1973) è un attore argentino.

## Biografia
Carlos Echevarria ha studiato recitazione presso la Scuola Nazionale di Teatro della Cita di Rosario (Escuela Nacional de Teatro de la Ciudad de Rosario). A diciannove anni si è stabilito a Buenos Aires dove ha iniziato i suoi studi con Lito Cruz, Martin Adjemian, David Di Napoli, Lorenzo Quinteros e Julio Chávez, tra gli altri. Nel 1998, all'età di ventiquattro anni, ha debuttato come attore, al fianco di Dominique Sanda, Antonella Costa e Enrique Piñeyro nel ruolo da protagonista nel lungometraggio Garage Olimpo, diretto da Marco Bechis, che racconta la storia di un campo di concentramento in Argentina, durante la dittatura militare (52º Festival di Cannes).
Nel 2000 e nel 2001 si è trasferito in Italia dove ha recitato nel film Figli/Hijos di Marco Bechis, con l'attrice italiana Stefania Sandrelli e l'attore argentino Enrique Piñeyro. La pellicola racconta il dramma dei figli di scomparsi argentini, illegalmente adottati da famiglie di ex-militari (Mostra del Cinema di Venezia del 2001).
Successivamente ha recitato nell'opera teatrale Dr. Jekyll, diretta da Paolo Silva.
Nel film del 2004 ha avuto un ruolo, insieme a Ignacio Rogers, Manuela Martelli e Santiago Pedrero, in Como un avión estrellado, uno dei nuovi parametri di riferimento del cinema argentino del regista Ezequiel Acuña. Nello stesso anno ha girato Un año sin amor, opera prima del regista Anahi Berneri.
Nel 2005 per Maximiliano Gerscovich recita Stephanie e l'anno seguente in Celo, opera d'esordio di Fabián Forte, nel quale partecipa alla produzione e alla sceneggiatura.
Nel 2010 recita in Ausente - Assente, diretto da Marco Berger. Il film è stato presentato il 13 febbraio 2011 al Festival internazionale del cinema di Berlino, e vincerà il Teddy Awards come miglior film a tematica LGBT.

## Filmografia
- Garage Olimpo, regia di Marco Bechis (1999)
- Vamos ganando, regia di Ramiro Longo (2001)
- Vacaciones día uno, regia di Jorge Leandro Colas (2004)
- Como un avión estrellado, regia di Ezequiel Acuña (2005)
- Un año sin amor (A year without love), regia di Anahí Berneri (2005)
- Stephanie, regia di Maximiliano Gerscovich (2005)
- Vivir en la ciudad, regia di Claudio Bartel (2006)
- Un Grito de Corazón, regia di Liliana Mazure (2006)
- Celo, regia di Fabian Forte (2006)
- Impunidad, regia di Javier Torre (2007)
- Lo siniestro regia dj Sergio Mazurek (2008)
- Desbordar regia di Alex Tossenberger (2009)
- Hoy la turbulencia del ayer, regia di Jorge Huarte (2009)
- Ausente - Assente (Ausente), regia di Marco Berger (2010)
- Armonias del Caos, regia di Mauro Lopez (2011)

### Televisione
- Archivo negro – miniserie TV (1997)
- Juego de opuestos: las reglas de la conquista – miniserie TV (2003)